# Jackson Hole (China)

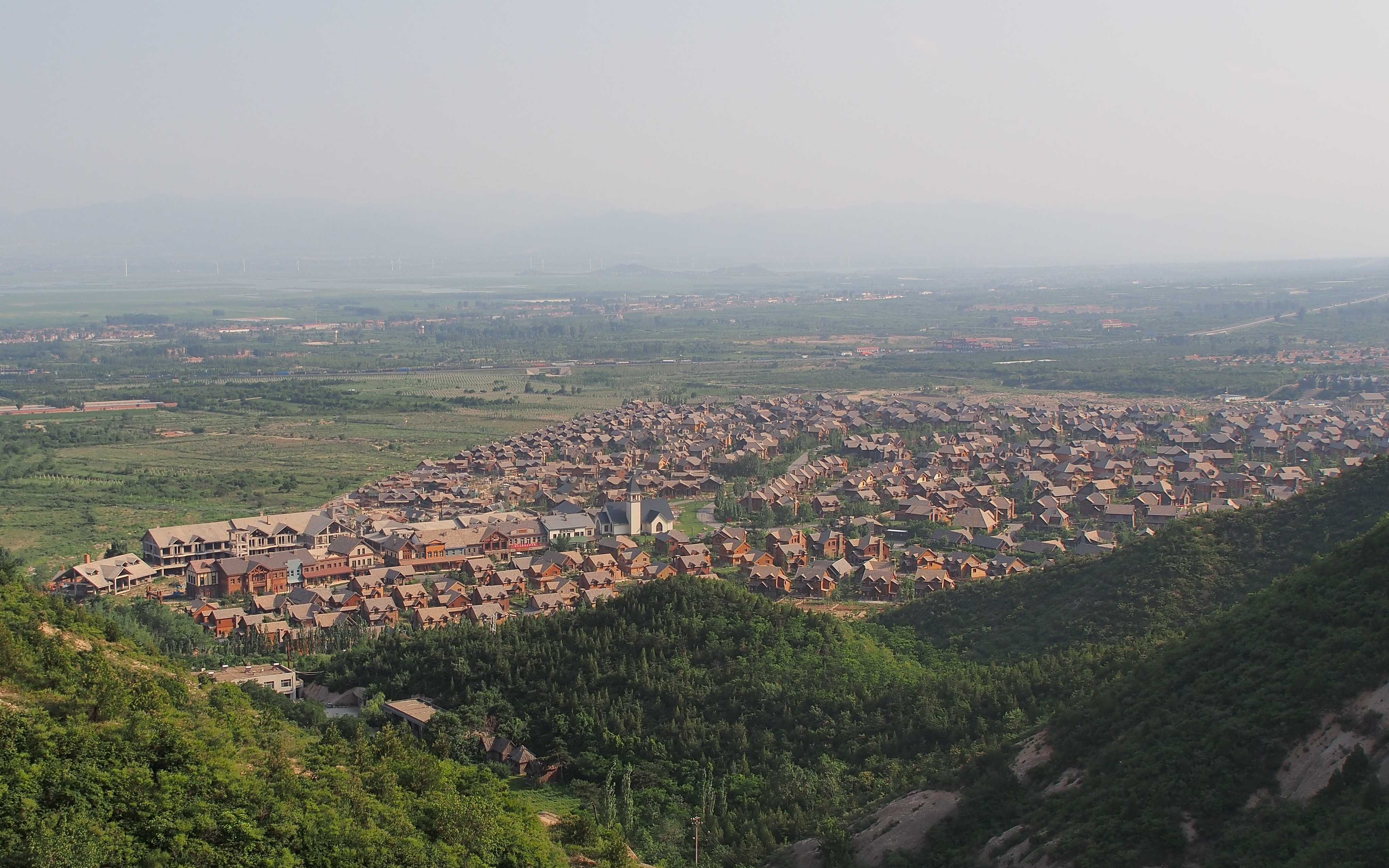
Das chinesische Jackson Hole (2013)

Jackson Hole (chinesisch 家乡, Pinyin jiā xiāng) ist ein Kurort in der chinesischen Provinz Hebei, keine zwei Autostunden nördlich von Peking. Er liegt eingekeilt zwischen dem Taihang-Gebirge und dem Yan-Gebirge. Der chinesische Name 家乡，美国 bedeutet „Heimatstadt USA“. Ländliche Kurorte sind in China rar und werden meist landwirtschaftlich wahrgenommen. Der Ort hat geräumige Hinterhöfe, die fernab der Hektik des chinesischen Stadtlebens eine gefühlt amerikanische Umgebung schaffen.

## Geschichte
Die Inspiration für die Gestaltung des Ortes stammt von der Designerin Allison Smith. Es war ihre Idee, die in Jackson (Wyoming) anzutreffenden Architekturen nachzubilden. KIRO-TV titelte „…[y]ou can find a Jackson Hole in China“ – (es gibt ein weiteres Jackson Hole in China). Dem Artikel zufolge war der Zweck des chinesischen Jackson Hole ein Gebiet amerikanischer Gegebenheiten zu entwerfen. Die Gestaltung der 1000 Einzelwohnhäuser enthält Themen, die an Billy the Kid, Geronimo, Stagecoach Station, Betsy und Big Bear erinnern. Smith hatte verschiedene Ferienorte wie Martha’s Vineyard, Vail (Colorado) und schließlich Jackson Hole erkundet und sich für letzteren Ort als Blaupause des Ferienorts entschieden. Smiths sammelten während ihrer Entdeckungsreise „Rindsleder, Geweihkronleuchter, Satteldecken, Hüttenpfostenstühle, Wagenräder, Navajo-Teppiche, Eisenleuchten, Wildtierszenen-Kaminschirme, Holzschneeschuhe, Lederwurfkissen, Hufeisen, Charles-Russell-Drucke und Plaid Vorhänge“ und schickte alles nach China. Liu Xiangyang, der der Entwickler der Gemeinschaft ist, sagt, dass sein Verkaufsargument mehr ist als die Architektur. Seine Käufer wollten Freiheit und Spiritualität. Daraufhin hat er eine christliche Kirche mitten in die Siedlung gebaut.

## Immobilienpreisentwicklung
Laut Smith sind die Immobilien „…ausverkauft und haben sich seit dem Bau im Wert nahezu verdreifacht“. Als das erste Modell in einem Park in Peking präsentiert wurde, wären „die Leute wie auf Knien gekommen“.